# 30836 Шніттке
30836 Шніттке (30836 Schnittke) — астероїд головного поясу, відкритий 15 січня 1991 року.
Тіссеранів параметр щодо Юпітера — 3,472.